# های فلای (شرکت هواپیمایی)
های فلای (به انگلیسی: Hi Fly (airline)) یک شرکت هواپیمایی با کد یاتا 5K است که در ۲۰۰۶ میلادی تأسیس شده‌است. دفتر مرکزی‌های فلای در لیسبون، پرتغال واقع شده‌است.